# Heinrich 20., 4. fyrste Reuss af Greiz
Heinrich 20., 4. fyrste Reuss af Greiz (tysk: Heinrich XX. Reuß, Fürst Reuß zu Greiz, Graf und Herr zu Plauen, Herr zu Greiz, Kranichfeld, Gera, Schleiz und Lobenstein (født 29. juni 1794 i Offenbach am Main i Hessen, død 8. november 1859 i Greiz i Thüringen), var i 1836 – 1859 regerende fyrste af Fyrstendømmet Reuß ældre Linie (Fyrstendømmet Reuss–Greiz).

## Familie
Heinrich 20. var gift to gange. Hans andet ægteskab var med prinsesse Caroline af Hessen-Homburg (1819–1872). De fik fem børn.
Heinrich 20. døde, mens sønnen Heinrich 22., 5. fyrste Reuss af Greiz var mindreårig, og fyrstinde  Caroline blev indsat som regentinde for deres søn.
1. ↑  Navnet er anført på engelsk og stammer fra Wikidata hvor navnet endnu ikke findes på dansk.